# Чикагский план
«Чикагский план» (англ. Chicago plan) — план выхода США из экономического кризиса 1920—1930-х годов. Разработан сотрудниками Чикагского университета в 1933 году. Документ подписали Фрэнк Найт, Ллойд Минтс, Генри Шульц, Генри Калверт Саймонс, Гарфилд Кокс, Аарон Директор, Пол Дуглас и Альберт Харт. Через неделю после выхода план был передан президенту Ф. Д. Рузвельту. Предполагал ряд конкретных мер, направленных на обеспечение жёсткого контроля за финансовыми структурами со стороны Федеральной резервной системы, превращение центробанка в единственный источник эмиссии денег (исключив, таким образом, из числа этих источников коммерческие банки).
Предлагались следующие меры:
1. Переход федеральных резервных банков в полную государственную собственность (вместо акционерной).
2. Страхование вкладов банков-членов и одновременный жёсткий контроль за управлением этими банками со стороны Федрезерва.
3. Эмиссия банкнот Федрезерва в любом количестве для оплаты требований вкладчиков.
4. Ликвидация активов всех банков-членов и их платёжных обязательств, а также роспуск всех банков с образованием новых институтов, которые будут принимать только вклады до востребования со стопроцентным резервированием.
5. Срочными вкладами должны заниматься инвестиционные трастовые компании.
6. Правительство должно вызвать рост цен на 15 % с помощью фискальных и денежных мер, при этом инфляция свыше 15 % не допускается.
7. Приостановить чеканку золотых монет; наложить эмбарго на импорт золота; запретить экспорт золота частными лицами; изъять из обращения все золотые монеты с заменой их банкнотами; во всех долговых контрактах приостановить действие разделов, касающихся золота, а также приостановить государственный экспорт золота.

Иногда этот план ошибочно интерпретируют как передачу контроля за денежной системой из рук банков в руки государства. На самом деле контроль при этом остаётся полностью в руках ФРС, хотя и ослабляется роль коммерческих банков.
Полностью план так и не был принят. Было введено страхование вкладов, проведено разделение коммерческих и инвестиционных банков, однако стопроцентное резервирование введено не было.